# أحمد المصلح
أحمد محمد مصطفى المصلح (1938 - 9 أبريل 2002) شاعر وصحفي أردني - فلسطيني. ولد في مدينة نابلس ونشأ بها ودرس في مدارسها. قام بنظم الشعر ونشره وهو طالب. تخرّج بجامعة دمشق مجازًا في الآداب سنة 1966، ثم نال دبلوم الإرشاد من الأردن. عمل في الحقل الصحافي، فرأس تحرير مجلة الفنون الثقافية الأردنية. وكان له عمود يومي في جريد الرأي الأردنية. عضو رابطة الكتاب الأردنيين ونقابة الصحفيين الأردنيين. نشر أدبه في عدد من الدوريات الأدبية في الأردن وخارجها. نشط في العمل الاجتماعي والتطوعي، وعمل للجمعيات الخيرية التعاونية. له دواوين شعرية عديدة ومؤلفات ودراسات. توفي في عمّان.

## سيرته
ولد أحمد محمّد مصطفى المصلح سنة 1938 أو يقال 1940 في مدينة نابلس ونشأ بها ودرس في مدارسها، حيث بدأت موهبته في الشعر، وكان مولعاً بالقراءة في مختلفة المجالات خاصة الأدب، وقد أصبح مراسلاً لعدد من الصحف في القدس، وكان حينها طالباً في المرحلة الإعدادية، حيث قام بنظم الشعر ونشره وهو طالب. وبعد حصوله على شهادة الثانوية العامة، أنتقل إلى سوريا من أجل إكمال دراسته، حيث التحق بجامعة دمشق وحصل على شهادة البكالوريوس في الآداب منها سنة 1966. ثم ذهب إلى الأردن، حيث استهل حياته العملية، فعمل في المدارس الحكومية بالأردن مدرّساً ومديراً ومرشداً نفسياً.

دخل الصحافة ورأسَ القسم الثقافي في صحيفة الرأي، وكان له عمود يومي فيها، كما كتب قبيل وفاته عموداً يوميّاً في صحيفة الدستور. كما رأسَ تحرير مجلة الفنون التي أصدرتها وزارة الثقافة.

عمل مستشاراً إعلامياً في المجمع الملكي لبحوث الحضارة الإسلامية لمؤسسة آل البيت، ومستشاراً إعلامياً في العلاقات العامة والثقافية في الجامعة الأردنية. نشط في العمل الاجتماعي والتطوعي، حيث عمل في ميدان الجمعيات الخيرية التعاونية. 

كان أحمد المصلح عضواً في رابطة الكتاب الأردنيين وانتُخب عضواً في إحدى هيئاتها الإدارية وقد مثل الرابطة في مؤتمرات وندوات داخلية وخارجية عديدة، كما شارك بشكل شخصي في أمسيات وندوات خارجية ناجحة. كما كان عضواً في نقابة الصحفيين الأردنيين.

توفِّي يوم 9 أبريل 2002/ 27 محرم 1423 في عمّان، ودُفن فيها.

## مؤلفاته
من دواوينه الشعرية:
- أصوات من النافذة الغربية، صدر عن وزارة الثقافة والشباب، الأردن، 1980[7]
- تجليّات فاطمة، 1983
- حكايات الفتى ناصر، 1987
- طقوس خاصّة للفتى كنعان، 1989
- صورة للحبيبية ومرآة للعاشق، 1991
- تجليات مملكة السفر، 1994.
- وصية النهر، 2000.

وله في الدراسات:
- مدخل إلى دراسة الأدب المعاصر في الأردن، 1980.
- أدب الأطفال في الأردن، 1983
- ملامح عامة للحياة الثقافية في الأردن 1953-1993، 1995
- رابطة الكتّاب الأردنيين، ملامح عامة، دراسة، 1985
- ناصر الدين الأسد ناقداً وشاعراً، 2002.
- الشعر الحديث في الأردن.. تجليات المرئي ودلالة الرؤيا، 2004

## وصلات خارجية
- في موقع أرشيف المجلات